# Chimera (Marvel Comics)
Chimera è un personaggio dei fumetti creato da Larry Hama (testi) e Adam Kubert (disegni), pubblicato dalla Marvel Comics. La sua prima apparizione avviene in Wolverine (seconda serie) n. 97 (gennaio 1996).
È una piratessa extradimensionale, appartenente alla sotto-specie dei mutati, umani i cui geni sono stati modificati artificialmente per garantire loro speciali abilità.

## Biografia del personaggio

### Origini
Chimera incontrò per la prima volta Wolverine mentre era impegnata a raccogliere informazioni sul suo conto. Trovatolo, aiutò Genesis, araldo di Apocalisse, a trasformare e condizionare il canadese in Morte, uno dei quattro Cavalieri. Insieme ai Dark Riders, seguaci di Genesis, i due tentarono di fondere, nuovamente, il suo scheletro con l'adamantio, ma il processo fallì e Wolverine in preda ad un cieco furore massacrò quasi tutta l'équipe medica. Assieme a Dirtnap, unico Dark Rider ad esser sopravvissuto, giurò di vendicarsi del mutante e, tempo dopo, gli tese una trappola nella quale cadde assieme a Venom. Dopo il combattimento, Chimera e Dirtnap morirono, apparentemente, nell'implosione che avrebbe dovuto cancellare Wolverine dalla faccia della Terra.

### Generation X
Riapparsi all'interno della dimensione nella quale era confinato Emplate, riemersero successivamente su Terra-616 e assistettero il malvagio nella sua vendetta contro Generation X. Dopo aver tentato di rapire le gemelle St. Croix, Chimera abbandonò Dirtnap e riuscì a sequestrare il giovane Synch, poi soccorso dai suoi compagni di squadra.

### Sorellanza
Dopo la decimazione, Chimera viene reclutata dalla Regina Rossa per la sua Sorellanza fra le strade di Madripoor. Assieme alla Regina e Martinique Jason, è parte della delegazione che si reca nel Mojoverso per proporre a Spirale e Lady Deathstrike di entrare nel gruppo. Inviata a Tokyo, assieme alle due, si scontra con Domino che la pugnala al petto costringendo la Regina Rossa a guarirla una volta giunta alla base. Recuperato il corpo di Kwannon e seguendo le istruzioni di Madelyne riporta la psiche di Psylocke nel suo corpo originale, prima di assaltare con Martinique la base degli X-Men e occuparsi di Ciclope, Dazzler e Northstar. Sistemata anche Tempesta, si dedica a X-23 e Corazza ma Pixie riesce a portarle in salvo prima che vengano colpite dai suoi draghi psichici. Trovate le Naiadi di Stepford ingaggia battaglia solo per venire poi soccorsa da Spirale assieme alla quale si recherà al cimitero dello Xavier Institute per permettere alla Regina di impossessarsi del corpo di Jean Grey e risorgere. Sconfitta però dagli X-Men, scompare assieme al resto della Sorellanza.

## Poteri e abilità
Chimera è una mutata dotata dell'abilità di generare draghi mutageni, composti di energia psionica, con i quali attacca le sue vittime su diversi piani della realtà (fisico, psichico, onirico e così via) contemporaneamente. Oltre a ciò ha mostrato anche di possedere una limitata telepatia ed eccellenti doti di combattimento corpo-a-corpo, oltre ad una impeccabile precisione nell'uso di armi da fuoco.